# Набережная Шитова
На́бережная Ши́това (до 1924 года — Прудова́я на́бережная, ранее — Архиере́йская на́бережная, либо с 1922 года до 12 августа 1924 года — Архиере́йская на́бережная) — набережная, расположенная в Восточном административном округе города Москвы на территории района Преображенское.

## История
Набережная переименована 12 августа 1924 года в честь солдата автороты, большевика П. И. Шитова (1891—1917), погибшего в бою у Ильинских ворот. До переименования называлась Архиере́йская на́бережная по загородному дому архиерея Чудова монастыря и Прудова́я на́бережная по расположению на берегу пруда (по другим данным носила название Архиере́йская на́бережная с 1922 года до 12 августа 1924 года).

## Расположение
Набережная Шитова проходит по западному берегу Черкизовского пруда от Большой Черкизовской улицы на северо-запад, затем поворачивает на северо-восток и проходит до Тюменской улицы. Набережная отделена от Большой Черкизовской улицы цветником. Нумерация начинается от Большой Черкизовской улицы.
В 2019 году в результате реконструкции большая часть улицы стала пешеходной зоной.

## Примечательные здания и сооружения
По нечётной стороне:
По чётной стороне:
- дом 4, корпус 1 — Свято-Спиридоньевская богадельня;
- д. 72а — Городская клиническая больница № 54.

## Транспорт

### Наземный транспорт
По набережной Шитова не проходят маршруты наземного общественного городского транспорта. У южного конца набережной, на Большой Черкизовской улице, расположена остановка «Дворец творчества» автобусов № т32, т41, т83, 34, 34к, 52, 171, 230, 449, 716, у северного, на Открытом шоссе, — остановка «Бульвар Маршала Рокоссовского» трамваев № 4, 13, 36.

### Метро
- Станция метро «Бульвар Рокоссовского» Сокольнической линии — севернее набережной, на пересечении Открытого шоссе с Ивантеевской улицей и Тюменским проездом
- Станция метро «Черкизовская» Сокольнической линии — восточнее набережной, на пересечении Большой Черкизовской улицы и Щёлковского шоссе с Окружным проездом

### Железнодорожный транспорт
- Станция Бульвар Рокоссовского Московского центрального кольца — севернее набережной, на 6-м проезде Подбельского
- Станция Локомотив Московского центрального кольца — восточнее улицы, на пересечении Большой Черкизовской улицы и Щёлковского шоссе с Окружным проездом